# Kostel svatého Landerika
Kostel svatého Landerika (tj. Église Saint-Landry) byl katolický farní kostel na ostrově Cité v Paříži. Kostel byl zbořen za Velké francouzské revoluce. Kostel se nalézal v prostoru dnešní nemocnice Hôtel-Dieu.

## Historie
V 8. století na místě stála kaple zasvěcená svatému Mikulášovi. V 9. století bylo do kaple přeneseno z kostela Saint-Germain-l'Auxerrois tělo svatého Landerika kvůli nájezdům Vikingů, kteří ohrožovali město v roce 845. Tím se změnilo zasvěcení kaple ze svatého Mikuláše na svatého Landerika.
Na počátku 12. století byla kaple přestavěna na kostel a ten se v roce 1160 stal farním kostelem. Kostel byl přestavěn na konci 15. století. U severní strany kostela byl také zřízen hřbitov.
Území farnosti zahrnovalo ulice v severní části ostrova: Rue de Glatigny, Rue Basse-des-Ursins, Rue Moyenne-des-Ursins, Rue Haute-des-Ursins, Rue Saint-Landry, Rue du Chevet-Saint-Landry, Rue de la Colombe a Rue d'Enfer. Na západě hraničila farnost kostela Maří Magdalény, na jihu Saint-Jacques-de-la-Boucherie a na východě Saint-Gervais.
Kostel byl uzavřen a znárodněn v roce 1791 a o rok později prodán jako národní majetek. Byl přeměnen na barvírnu a v roce 1829 zbořen. Na jeho místě a na místě hřbitova se rozkládá severovýchodní část nemocnice Hôtel-Dieu.